# Подсеть

Создание подсети путём деления идентификатора хоста

Подсеть — логическое разделение сети IP.
IP-адрес разделён маской подсети на префикс сети и адрес хоста. Хостом в данном случае является любое сетевое устройство (а именно сетевой интерфейс этого устройства), обладающее IP-адресом. Компьютеры, входящие в одну подсеть, принадлежат одному диапазону IP-адресов.
Префикс маршрутизации выражается в нотации CIDR. Он записывается как адрес сети, затем слеш (/) и длина префикса в битах. Например, для сети 192.168.1.0/24 — первые 24 бита зарезервированы под адрес сети, а оставшиеся 8 под хосты. Для протокола IPv6 нотация действует тем же образом, например, в адресе 2001:db8::/32 первые 32 бита — это префикс маршрутизации (адрес сети), а оставшиеся 96 зарезервированы под хосты. Для IPv4 сеть также характеризуется маской подсети, которая является битовой маской. При поразрядной операции И между маской подсети и адресом можно получить префикс маршрутизации.
Преимущества подсетей заключается в более эффективном использовании доступных адресов.

## Подсети в IPv4
Процесс деления предполагает разделение сети на несколько подсетей с определённым количеством адресов под хосты.

### Определение префикса сети
Маска подсети в IPv4 состоит из 32 битов, непрерывной последовательности единиц (1), за которой следует непрерывная последовательность нулей (0). В маске подсети не может стоять единица после нуля.
|                        | Двоичная форма                      | Точечно-десятичная нотация |
| ---------------------- | ----------------------------------- | -------------------------- |
| IP-адрес               | 11000000.10101000.00000101.10000010 | 192.168.5.130              |
| Маска подсети          | 11111111.11111111.11111111.00000000 | 255.255.255.0              |
| Сетевой префикс        | 11000000.10101000.00000101.00000000 | 192.168.5.0                |
| Адрес хоста (часть IP) | 00000000.00000000.00000000.10000010 | 0.0.0.130                  |

Сетевой префикс (адрес сети) вычисляется побитовой операцией AND между IP-адресом и маской. Результат AND равен единице тогда, когда оба операнда равны единице.

### Подсчёт количества подсетей
Создание подсетей предполагает увеличение маски сети на несколько бит.
|                            | Двоичной форме                      | Точечно-десятичная нотация |
| -------------------------- | ----------------------------------- | -------------------------- |
| IP-адрес                   | 11000000.10101000.00000101.10000010 | 192.168.5.130              |
| Маска подсети              | 11111111.11111111.11111111.11000000 | 255.255.255.192            |
| Сетевой префикс            | 11000000.10101000.00000101.10000000 | 192.168.5.128              |
| Адрес хоста (без префикса) | 00000000.00000000.00000000.00000010 | 0.0.0.2                    |

В примере выше маска подсети была увеличена на 2 бита, создавая тем самым 4 (22) возможных подсетей:
| Сеть             | Сеть (двоичный)                     | Широковещательный адрес |
| ---------------- | ----------------------------------- | ----------------------- |
| 192.168.5.0/26   | 11000000.10101000.00000101.00000000 | 192.168.5.63            |
| 192.168.5.64/26  | 11000000.10101000.00000101.01000000 | 192.168.5.127           |
| 192.168.5.128/26 | 11000000.10101000.00000101.10000000 | 192.168.5.191           |
| 192.168.5.192/26 | 11000000.10101000.00000101.11000000 | 192.168.5.255           |

Общая формула: {\displaystyle N=2^{n}}, где N — количество подсетей, а n — маска сети в нотации CIDR делённая по модулю 8 (или просто количество добавленных бит к маске).

### Подсчёт количества адресов для хостов в подсети
Количество возможных хостов в сети могут быть легко вычислены по формуле {\displaystyle 2^{32-n}-2} , где n — маска сети в нотации CIDR.
Биты маски подсети, равные нулю, отведены под адреса хостов. В приведённом выше примере маска подсети состоит из 26 бит, оставшиеся 6 бит могут быть использованы для идентификаторов хостов. Это позволяет создать сеть на 26 − 2 = 62 хоста.
Значения из одних нулей и значения из одних единиц зарезервированы для адреса сети и широковещательного адреса соответственно. Или другими словами первый и последний адрес подсети. Поэтому при подсчёте числа хостов надо вычитать 2 из общего числа доступных адресов.
Например, для маски /27 могут использоваться 8 подсетей. Каждый первый IP-адрес в подсети (.0, .32, .64, …, .224), то есть адрес сети, и каждый последний IP-адрес в подсети (.31, .63, .95, … .255), то есть широковещательный адрес, зарезервированы, соответственно для каждой сети доступно только 30 адресов (c .1 по .30, с .33 по .62, с.65 по .94, … с .225 по .254).
/24 сеть может быть разделена на следующие подсети увеличением маски подсети последовательно по одному биту. Длина маски влияет на общее количество хостов, которые могут быть определены в сети (последний столбец).
| Размер префикса в битах | Маска сети      | Доступно подсетей | Доступно адресов для хостов | Всего хостов на все подсети |
| ----------------------- | --------------- | ----------------- | --------------------------- | --------------------------- |
| /24                     | 255.255.255.0   | 1                 | 254                         | 254                         |
| /25                     | 255.255.255.128 | 2                 | 126                         | 252                         |
| /26                     | 255.255.255.192 | 4                 | 62                          | 248                         |
| /27                     | 255.255.255.224 | 8                 | 30                          | 240                         |
| /28                     | 255.255.255.240 | 16                | 14                          | 224                         |
| /29                     | 255.255.255.248 | 32                | 6                           | 192                         |
| /30                     | 255.255.255.252 | 64                | 2                           | 128                         |
| /31                     | 255.255.255.254 | 128               | 2*                          | 256                         |

* применимо только для соединений точка-точка

### Специальные адреса и подсети
Первая и последняя подсети, полученной путём деления, изначально имели особое назначение и применение. Кроме того, в протоколе IPv4 зарезервировано два адреса в каждой сети: первый, использующийся как адрес сети, и последний, для отправки широковещательных пакетов.

#### Подсети ноль и «все единицы»
У первой подсети все биты адреса сети, следующие после префикса маршрутизации, равны нулю (0). Поэтому её ещё называют" нулевой подсетью. Последняя подсеть, соответственно, состояла из единиц и получила название «all-ones», или «все единицы».
IETF изначально отговаривали производителей от использования этих двух подсетей из-за возможной путаницы сети и подсети с тем же адресом. В 1995 году это решение было отменено [rfc:1878 в RFC 1878].

## Протокол IPv6 подсетей
Дизайн адресного пространства протокола IPv6 существенно отличается от IPv4. Основной причиной создания подсети в IPv4 является повышение эффективности использования сравнительно небольшого адресного пространства. Но таковой проблемы в IPv6 не стоит.
В документе RFC 4291 для IPv6 на хосты отведено 64 бита. Следовательно, префикс маршрутизации равен /64 (128 − 64 = 64 старших бит). Хотя, технически возможно использовать меньшие подсети, они являются непрактичными для локальных сетей на основе технологии Ethernet, потому что 64 бита необходимы автоматической настройки адреса. Инженерный совет Интернета рекомендует использовать /127 подсети для соединений точка-точка (состоящих из двух узлов).